# Федерация хоккея Румынии
Румынская федерация хоккея с шайбой (рум. Federaţia Română de Hochei pe Gheaţă, FRHG) - организация, которая занимается проведением соревнований по хоккею на территории Румынии. Федерация образована в 1924 году. Сначала существовала в рамках Комиссии зимних видов спорта, которая в 1927 году была преобразована в Комиссию спорта на льду, а в 1931 году - в Федерацию зимних видов спорта. Член Международной федерации хоккея с шайбой с 24 января 1924 года, объединяет 7 клубов, более 767 зарегистрированных игроков (из них 200 взрослых). В стране 8 открытых площадок с искусственным льдом и 4 Дворцы спорта, крупнейший в Бухаресте («Имени 23 Августа») вместимостью 12,000 мест.

## История
Первые хоккейные матчи в Румынии состоялись в 1921 году в городе Меркуря-Чук. В 1925 году был проведен первый чемпионат страны. Первый  открытый каток с искусственным льдом был построен в 1931 году, и оставался долгое время единственным. Хоккеисты играли в основном в горных районах, где и проводились в течение 4-5 дней чемпионата страны (однокруговые турниры).
В конце 1940- х и 1950- х годов были предприняты решительные шаги в развитии игры. С 1958 года началось строительство катков с искусственным льдом в Бухаресте, Галаце, и Меркуре-Чук. Развития хоккея в Румынии способствовала помощь советских и чехословацких специалистов.

## Турниры
Чемпионы Румынии: 1925 - «Брашовия» (Брашов), ХКР (Бухарест) - 1927-1929; ТКР (Бухарест) - 1930-1934; ТК (Бухарест) - 1935 и 1937; ХКБ (Бухарест) - 1936, «Драгосей Вода» (Черны) - 1938, «Рапид» (Бухарест) - 1940 и 1942, «Ювентус» (Бухарест) - 1941, 1945 и 1946, «Венус» (Бухарест) - 1944, «Чиоканул» (Бухарест) - 1947, «Авантул» (Меркуря - Чук) - 1949 и 1952, «Локомотив» (Тыргу-Муреш) - 1951 и 1952, ККА (Бухарест) - 1953, 1955, 1956, 1958, 1959, 1961 и 1962, «Стинтя» (Клуж) - 1954 , «Реколта» (Меркуря - Чук) - 1957, «Воинта» (Меркуря - Чук) - 1960 и 1963, «Стяуа» (Бухарест) - 1964-1967, 1969, 1971, 1974-1978, 1980, 1982-1989, 1990-1996, 1998, 1999, «Динамо» (Бухарест) - 1968, 1970, 1972, 1973, 1979 и 1981, «прог АПИК» (Георгени) - 2000-2002 «Меркуря - Чук» - 1997, 2003, 2004.

## Игроки и национальная сборная
Сборная Румынии первый официальный матч провела на чемпионате мира и Европы в 1931 году в Польше против сборной США и проиграла 0:15. Она выступала во всех группах чемпионатов мира и Европы. Лучший результат команды - седьмое место на чемпионате мира и шестое на чемпионате Европы в 1947 году. Лучший результат на зимних Олимпийских играх - 7-е место в 1976 году.
Сильнейшие хоккеисты Румынии разных лет:
- Вратари: Д. Дрон, В. Нетеду, Г. Хуцан;
- Защитники Д. Варга, Г. Юстиниан, Д. Моросани;
- Нападающие: Г. Сабо, Д. Туряну, Э. Г, В. Хуцан, Г. Бандаш, И. Баша, А. Оленич, Д. Аксинте, Л. соль, М. Костя.